# Застава Џерзија
Застава Џерзија је усвојена у скупштини Џерзија 12. јуна 1979. године, а прогласила ју је краљица Елизабете II 10. децембра, 1980. Први пут је званично истакнута 1. априла 1981. године.
Застава има белу основу на којој се налази дијагонални црвени крст (крст светог Патрика) чији краци иду до крајева заставе, а у горњем квадранту, изнад пресека крста, налази се грб Џерзија са круном Плантагенета. 

## Историја
Традиционално тумачење настанка је да је оваква застава изабрана у средњем веку због тога што се морала разликовати од застава зараћених Енглеске и Француске, пошто су Каналска острва добила повељу о неутралности од папе. Тако је енглески крст св. Ђорђа замењен дијагоналним. Застави је много касније додат грб како би се разликовала од заставе која је усвојена у међународном систему комуникације заставама на мору. То је било потребно и ради разликовања од заставе Северне Ирске. Неке друге теорије говоре о норманском пореклу заставе.
На самом острву застава се званично користи, али се као симбол много чешће користи штит са три леопарда.